# Placorhynchus meridionalis
Placorhynchus meridionalis är en plattmaskart som beskrevs av Karling TG 1901-1903. Placorhynchus meridionalis ingår i släktet Placorhynchus och familjen Placorhynchidae. Inga underarter finns listade i Catalogue of Life.